# Fédération africaine de tennis de table
La Fédération africaine de tennis de table (anglais : African Table Tennis Federation) abrégée en ATTF ou ITTF-Africa, est une association qui regroupe les fédérations nationales de tennis de table en Afrique. Son rôle est de gérer et développer le tennis de table à l'échelon continental. 
Elle est fondée en 1961 au Caire, en Égypte. Elle organise ses premiers Championnats d'Afrique l'année suivante.